# Plaques de matrícula d'Arkansas

Model de matrícula d'Arkansas.

Les Plaques de matrícula d'Arkansas es componen, des de l'abril de 2021, d'un sistema de combinació alfanumèric format per tres lletres, dues xifres i una lletra més (ex. ABC 12D) Els caràcters són de color negre sobre un fons reflectant degradat de blau cel a blanc. El nom de l'estat, "Arkansas", apareix centrat a la part superior i l'eslògan "Constitution State" a la de baix, tots dos en minúscula i color granat. Al mig de la combinació hi ha la imatge gràfica d'un diamant en representació del parc estatal Crater of Diamonds, un dels pocs llocs amb gemmes accessibles al públic i que se n'han descobert de forma contínua des del 1906.
Les plaques són emeses pel Departament de Finances i Adminsitració d'Arkansas i des del 1944 només és obligatòri portar la placa posterior al vehicle.

## Història
El registre d'automòbils a l'estat d'Arkansas i l'emissió de plaques emeses per part de l'estat van començar l'any 1911.

### Models de 1911 fins 1947
| Imatge | Data d'expedició | Disseny | Lema                                                                    | Combinació utilitzada | Notes |
| ------ | ---------------- | --- | ----------------------------------------------------------------------- | --------------------- | --- |
|        | 1911             | Caràcters en negre sobre fons blanc. "ARK" i "1911" en vertical a esquerra i dreta respectivament.                                 | Sense lema                                                              | 1234                  | Les plaques són de porcellana fins al 1913. Totes les plaques tenen una mida de 5" x 12 1/2" fins al 1912. |
|        | 1912             | Caràcters en blanc sobre fons negre. "ARK" i "1912" en vertical a esquerra i dreta respectivament.                                 | Sense lema                                                              | 1234                  | |
|        | 1913             | Caràcters en groc sobre fons verd. "ARK" i "1913" en vertical a esquerra i dreta respectivament.                                   | Sense lema                                                              | 1234                  | La mida de les plaques es de 5" x 12". |
|        | 1914             | Caràcters en negre sobre fons blanc. "ARK" i "1914" en vertical a esquerra i dreta respectivament.                                 | Sense lema                                                              | 12345                 | Les mides canvien a: 1-4 caràcters (6" x 12") i 5 caràcters (6" x 14") fins al 1919. |
|        | 1915             | Caràcters en blanc sobre fons blau marí. "ARK" i "1915" en vertical a esquerra i dreta respectivament.                             | Sense lema                                                              | 12345                 | |
|        | 1916             | Caràcters en negre sobre fons carabassa. "ARK" i "1916" en vertical a esquerra i dreta respectivament.                             | Sense lema                                                              | 12345                 | |
|        | 1917             | Caràcters en groc sobre fons negre. "ARK" i "1917" en vertical a esquerra i dreta respectivament.                                  | Sense lema                                                              | 12345                 | |
|        | 1918             | Caràcters en negre sobre fons verd clar. "ARK" i "1918" en vertical a esquerra i dreta respectivament.                             | Sense lema                                                              | 12345                 | |
|        | 1919             | Caràcters en verd clar sobre fons negre. "ARK" i "1919" en vertical a esquerra i dreta respectivament.                             | Sense lema                                                              | 12345                 | |
|        | 1920             | Caràcters en blau marí sobre fons blau cel. "ARK" i "1920" en vertical a esquerra i dreta respectivament.                          | Sense lema                                                              | 12345                 | Les mides canvien a: 1-4 caràcters (5 1/2" x 12") i 5 caràcters (5 1/2" x 14"). |
|        | 1921             | Caràcters en blanc sobre fons negre. "ARK" i "1921" en vertical a esquerra i dreta respectivament.                                 | Sense lema                                                              | 12345                 | |
|        | 1922             | Caràcters en negre sobre fons groc. "ARK" i "1922" en vertical a esquerra i dreta respectivament.                                  | Sense lema                                                              | 12-345                | Les mides de les plaques canvia a 5 3/8" x 15 5/8". |
|        | 1923             | Caràcters en groc sobre fons negre. "ARK" i "1923" en vertical a esquerra i dreta respectivament.                                  | Sense lema                                                              | 123-456               | Les mides canvien a: 1-4 caràcters (5 3/8" x 12"), 5 caràcters (5 3/8" x 14") i 6 caràcters (5 3/8" x 14 1/2"). |
|        | 1924             | Caràcters en blau marí sobre fons gris. A la dreta "ARK" dins la silueta del mapa de l'estat i "24" sota seu.                      | Sense lema                                                              | 123-456               | Les mides de les plaques de 5 caràcters canvien a 5 3/8" x 14 1/2" i les de 6 caràcters a 5 3/8" x 15 1/2". |
|        | 1925             | Caràcters en blanc sobre fons negre. A la dreta "ARK" dins la silueta del mapa de l'estat i "25" sota seu.                         | Sense lema                                                              | 123-456               | |
|        | 1926             | Caràcters en negre sobre fons blanc. A la dreta "ARK" i "26" sota seu.                                                             | Sense lema                                                              | 123-456               | Les mides canvien a: 1-4 caràcters (5 3/8" x 12"), 5 caràcters (5 3/8" x 13 1/2") i 6 caràcters (5 3/8" x 15"). |
|        | 1927             | Caràcters en groc sobre fons verd. A la dreta "ARK" i "27" sota seu.                                                               | Sense lema                                                              | 123-456               | |
|        | 1928             | Caràcters en carabassa sobre fons negre. "FRONT" o "REAR" en vertical utilitzat com a separador, a la dreta "ARK" i "28" sota seu. | Sense lema                                                              | 123-456               | |
|        | 1929             | Caràcters en blanc sobre fons blau marí. "FRONT" o "REAR" en vertical utilitzat com a separador, a la dreta "ARK" i "29" sota seu. | Sense lema                                                              | 123-456               | |
|        | 1930             | Caràcters en groc sobre fons negre. "FRONT" o "REAR" en vertical utilitzat com a separador, a la dreta "30" i "ARK" sota seu.      | Sense lema                                                              | 123-456               | |
|        | 1931             | Caràcters en blanc sobre fons negre. "FRONT" o "REAR" en vertical utilitzat com a separador, a la dreta "ARK" i "31" sota seu.     | Sense lema                                                              | 123-456               | Les mides canvien a: 1-4 caràcters (5 1/4" x 11 3/4"), 5 caràcters (5 1/4" x 13 1/4") i 6 caràcters (5 1/4" x 14 3/4"). |
|        | 1932             | Caràcters en daurat sobre fons negre. "ARK 32" centrat a dalt.                                                                     | Sense lema                                                              | 123-456               | Caràcters en cursiva. Es torna a les mides de 1926. |
|        | 1933             | Caràcters en verd sobre fons blau. "ARK" i "1933" en vertical a esquerra i dreta respectivament.                                   | Sense lema                                                              | 123-456               | Es torna al model de 1923. |
|        | 1934             | Caràcters en vermell sobre fons blanc. "1934" i "ARK" en vertical a esquerra i dreta respectivament.                               | Sense lema                                                              | 123-456               | |
|        | 1935             | Caràcters en blau marí sobre fons groc clar. "ARK" i "1935" en vertical a esquerra i dreta respectivament.                         | "CENTENNIAL" i "CELEBRATION 36" centrat a dalt i a baix respectivament. | 123-456               | Commemoració del Centenari de l'estat d'Arkansas. Les mides canvien a: 1-5 caràcters (5 3/8" x 12 3/8") i 6 caràcters (5 3/8" x 13 1/2"). |
|        | 1936             | Caràcters en blau marí sobre fons blanc. "1936" en vertical utilitzat com a separador i "ARKANSAS" centrat a dalt.                 | Sense lema                                                              | 123-456               | Primera placa amb el nom complet de l'estat. Les mides canvien a: 1-5 caràcters (5 1/2" x 11") i 6 caràcters (5 1/2" x 12 1/2"). |
|        | 1937             | Caràcters en negre sobre fons blanc. "37" en vertical utilitzat com a separador i "ARKANSAS" centrat a dalt.                       | Sense lema                                                              | 123-456               | |
|        | 1938             | Caràcters en blanc sobre fons vermell. "38" dins la silueta del mapa de l'estat i "ARKANSAS" centrat a baix dins un contorn alat.  | Sense lema                                                              | 123-456               | |
|        | 1939             | Caràcters en negre sobre fons platejat. "39" en vertical utilitzat com a separador i "ARKANSAS" centrat a dalt.                    | Sense lema                                                              | 123-456               | |
|        | 1940             | Caràcters en vermell sobre fons platejat. "ARK 1940" centrat a dalt i "EXPIRES 12-31-40" centrat a baix.                           | Sense lema                                                              | 123-456               | |
|        | 1941             | Caràcters en verd sobre fons platejat. "41" en vertical utilitzat com a separador i "ARKANSAS" centrat a dalt.                     | "OPPORTUNITY LAND" centrat a baix.                                      | 123-456               | |
|        | 1942-43          | Caràcters en carabassa sobre fons negre. "1942" centrat a dalt i "ARKANSAS" centrat a baix.                                        | Sense lema                                                              | 123-456               | Revalidada pel 1943 amb adhesius al parabrisa, degut a la preservació de metall per a la Segona Guerra Mundial. |
|        | 1944             | Caràcters en blanc sobre fons negre. "19 ARK. 44" centrat a dalt.                                                                  | Sense lema                                                              | 123-456               | Plaques fabricades en un conglomerat de fibres de fusta anomenat fiberboard degut a la preservació del metall per a la Segona Guerra Mundial. Les mides canvien a: 1-4 caràcters (5 1/4" x 8 1/2"), 5 caràcters (5 1/4" x 11") i 6 caràcters (5 1/4" x 11 1/2"). |
|        | 1945             | Caràcters en daurat sobre fons negre. "19 ARK. 45" centrat a dalt.                                                                 | Sense lema                                                              | 123-456               | S'unifiquen les mides a 5 3/8" x 11 3/4". |
|        | 1946             | Caràcters en negre sobre fons blanc. "19 ARK. 46" centrat a dalt.                                                                  | Sense lema                                                              | 123-456               | |
|        | 1947             | Caràcters en vermell sobre fons sense pintar platejat. "19 ARKANSAS 47" centrat a dalt.                                            | Sense lema                                                              | 123-456               | Les mides canvien a 5 1/4" x 11". |

### Models de 1948 fins 1967
El 1956, el Canadà i els Estats Units d'Amèrica van arribar a un acord amb l'Associació Americana d'Administradors de Vehicles de Motor, l'Associació de Fabricants d'Automòbils i el Consell Nacional de Seguretat en que es concretava una mida única de les plaques de vehicles de passatgers a 150 mm per 300 mm (6 per 12 polzades), amb forats per poder-les muntar espaiats 180 mm (7 polzades), tot i que les dimensions o poden variar lleugerament segons la jurisdicció. A partir del 1956 s'adopta aquest estàndard, tot i que el 1948 i 1953 ja s'havien utilitzat aquestes mides.
| Imatge | Data d'expedició | Disseny                                                                              | Lema                                  | Combinació utilitzada | Notes                                                                                            |
| ------ | ---------------- | ------------------------------------------------------------------------------------ | ------------------------------------- | --------------------- | ------------------------------------------------------------------------------------------------ |
|        | 1948-49          | Caràcters en negre sobre fons sense pintar platejat. "ARKANSAS 1948" centrat a dalt. | "OPPORTUNITY LAND" centrat a baix.    | 123-456               | Revalidada per al 1949 amb una pestanya platejada. Les mides canvien a 6" x 12".                 |
|        | 1950             | Caràcters en blanc sobre fons verd fosc. "ARKANSAS 1950" centrat a dalt.             | "LAND OF OPPORTUNITY" centrat a baix. | 123-456               | Les mides canvien a 5 3/4" x 11 3/4".                                                            |
|        | 1951             | Caràcters en verd fosc sobre fons blanc. "ARKANSAS 1951" centrat a dalt.             | "LAND OF OPPORTUNITY" centrat a baix. | 123-456               |                                                                                                  |
|        | 1952             | Caràcters en blanc sobre fons marró. "ARKANSAS 1952" centrat a dalt.                 | "LAND OF OPPORTUNITY" centrat a baix. | 123-456               |                                                                                                  |
|        | 1953             | Caràcters en blau sobre fons blanc. "ARKANSAS 1953" centrat a dalt.                  | "LAND OF OPPORTUNITY" centrat a baix. | 123-456               | Les mides canvien a 6" x 12".                                                                    |
|        | 1954             | Caràcters en blanc sobre fons verd fosc. "ARKANSAS 1954" centrat a dalt.             | "LAND OF OPPORTUNITY" centrat a baix. | 123-456               | Es torna a les mides de 1950.                                                                    |
|        | 1955             | Caràcters en blanc sobre fons blau marí. "ARKANSAS 1955" centrat a dalt.             | "LAND OF OPPORTUNITY" centrat a baix. | 123-456               |                                                                                                  |
|        | 1956             | Caràcters en negre sobre fons verd. "ARKANSAS 1956" centrat a dalt.                  | "LAND OF OPPORTUNITY" centrat a baix. | 123-456               | S'estandaritza la mida de la placa a 6" x 12" (tot i que el 1948 i 1953 ja s'havien fet servir). |
|        | 1957             | Caràcters en vermell sobre fons blanc. "ARKANSAS 1957" centrat a dalt.               | "LAND OF OPPORTUNITY" centrat a baix. | 1-12345, 12-1234      | S'introdueixen codis per identificar el comtat d'emissió, que estan en vigor fins al 1967.       |
|        | 1958             | Caràcters en blanc sobre fons blau marí. "ARKANSAS 58" centrat a dalt.               | "LAND OF OPPORTUNITY" centrat a baix. | 1-12345, 12-1234      |                                                                                                  |
|        | 1959             | Caràcters en negre sobre fons blanc. "ARKANSAS 59" centrat a dalt.                   | "LAND OF OPPORTUNITY" centrat a baix. | 1-12345, 12-1234      |                                                                                                  |
|        | 1960             | Caràcters en blanc sobre fons blau marí. "ARKANSAS 60" centrat a dalt.               | "LAND OF OPPORTUNITY" centrat a baix. | 1-12345, 12-1234      |                                                                                                  |
|        | 1961             | Caràcters en vermell sobre fons blanc. "ARKANSAS 61" centrat a dalt.                 | "LAND OF OPPORTUNITY" centrat a baix. | 1-12345, 12-1234      |                                                                                                  |
|        | 1962             | Caràcters en blau sobre fons blanc. "ARKANSAS 62" centrat a dalt.                    | "LAND OF OPPORTUNITY" centrat a baix. | 1-12345, 12-1234      |                                                                                                  |
|        | 1963             | Caràcters en blanc sobre fons blau marí. "ARKANSAS 63" centrat a dalt.               | "LAND OF OPPORTUNITY" centrat a baix. | 1-12345, 12-1234      |                                                                                                  |
|        | 1964             | Caràcters en vermell sobre fons blanc. "ARKANSAS 64" centrat a dalt.                 | "LAND OF OPPORTUNITY" centrat a baix. | 1-12345, 12-1234      |                                                                                                  |
|        | 1965             | Caràcters en blau sobre fons blanc. "ARKANSAS 65" centrat a dalt.                    | "LAND OF OPPORTUNITY" centrat a baix. | 1-12345, 12-1234      |                                                                                                  |
|        | 1966             | Caràcters en vermell sobre fons blanc. "ARKANSAS 66" centrat a dalt.                 | "LAND OF OPPORTUNITY" centrat a baix. | 1-12345, 12-1234      |                                                                                                  |
|        | 1967             | Caràcters en blau sobre fons blanc. "ARKANSAS 67" centrat a dalt.                    | "LAND OF OPPORTUNITY" centrat a baix. | 1-12345, 12-1234      |                                                                                                  |

### Models de 1968 fins avui dia
| Imatge | Data d'expedició         | Disseny | Lema                                           | Combinació utilitzada | Notes                                                                           |
| ------ | ------------------------ | --- | ---------------------------------------------- | --------------------- | ------------------------------------------------------------------------------- |
|        | 1968-74                  | Caràcters en vermell sobre fons blanc. "ARKANSAS" centrat a dalt.                                                                                         | Sense lema                                     | ABC 123               | La lletra "Q" no s'utilitza, i la "U" i la "V" no s'utilitzen a partir de 1973. |
|        | 1975-77                  | Caràcters en vermell sobre fons blanc. "ARKANSAS" centrat a dalt.                                                                                         | "LAND OF OPPORTUNITY" centrat a baix.          | ABC 123               | La lletra "Q" no s'utilitza, i la "U" i la "V" no s'utilitzen a partir de 1973. |
|        | 1978-88                  | Caràcters en vermell sobre fons blanc. "Arkansas" en blau centrat a dalt.                                                                                 | "Land of Opportunity" en blau centrat a baix.  | ABC 123               |                                                                                 |
|        | 1989-maig 1996           | Caràcters en blau sobre fons blanc. "Arkansas" centrat a dalt dins una franja vermella.                                                                   | "The Natural State" en vermell entrat a baix.  | ABC 123               |                                                                                 |
|        | Maig 1996 - febrer 2006  | Caràcters en vermell sobre fons blanc. "Arkansas" en blau centrat a dalt.                                                                                 | "The Natural State" en blau centrat a baix.    | 123 ABC               |                                                                                 |
|        | Febrer 2006 - abril 2021 | Caràcters en negre sobre fons reflectant degradat de blau cel a blanc amb la imatge gràfica d'un diamant al centre. "Arkansas" en vermell centrat a dalt. | "The Natural State" en vermell centrat a baix. | 123 ABC               | Les lletres "U" i "V" es van tornar a utilitzar el 2015.                        |
|        | Abril 2021 - avui dia    | Caràcters en negre sobre fons reflectant degradat de blau cel a blanc amb la imatge gràfica d'un diamant al centre. "Arkansas" en vermell centrat a dalt. | "The Natural State" en vermell centrat a baix. | ABC 12D               |                                                                                 |

## Altres tipus

### Personalitzades
Arkansas permet l'emissió de plaques personalitzades, prèvia aprovació per l'Oficina de Vehicles a Motor de la combinació i que compleixin un seguit de requisits com són:
- Que la combinació ha de tenir com a màxim fins a 7 caràcters (xifres i/o lletres), inclosos els espais.
- Que la combinació no pugui entrar en conflicte amb el sistema de numeració adoptat per l'Oficina de Vehicles de Motor.
- No es permet l'ús d'un punt (.), signe més (+), signe "Et" (&), guionet (-) o un altre símbol.
- No es permet la duplicació d'una combinació ja existent.
- No es permeten les paraules vulgars o profanes.
- No es permet l'intercanvi de xifres per lletres per formar una paraula (exemple: 0TT3R, PR1CE, PLAT3, 5TATE (0 i O, 1 i I, 3 i E, 5 i S, 8 i B, etc.)

### Especials

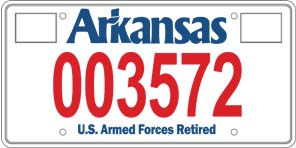
Model de placa de Veterà de guerra d'Arkansas.

Actualment Arkansas emet un ampli assortiment de gairebé 70 dissenys de matrícules especials on els propietaris poden mostrar el seu suport o afiliació a una organització educativa, benèfica o a causes tant locals com nacionals. Aquests dissenys també permeten la personalització de la combinació de la matrícula.

### Radioaficionat
Els vehicles equipats de radioaficionat poden portar una placa amb el mateix disseny que els vehicles de passatgers, però amb una combinació del senyal de trucada i la frase "AMATEUR RADIO" centrada a baix.

### Ambulàncies
Les ambulàncies poden portar una placa amb el mateix disseny i combinació que els vehicles de passatgers però amb la paraula "AMBULANCE" centrada a baix.

### Vegicles funeraris
El cotxer funeraris poden utilitzar el mateix disseny i combinació que els vehicles de passatgers però amb la frase "FUNERAL COACH" centrada a baix.